# ستيفن بيري (كاتب)
ستيفن بيري (بالإنجليزية: Stephen Perry)‏ هو كاتب قصص مصورة وكاتب سيناريو أمريكي، ولد في 12 ديسمبر 1954، وتوفي في مايو 2010 في زيفيرهيلز في الولايات المتحدة.

## وصلات خارجية
- ستيفن بيري على موقع IMDb (الإنجليزية)